# Ye Hai-Rui
Ye Hai-Rui es un deportista taiwanés que compitió en judo. Ganó una medalla de plata en el Campeonato Asiático de Judo de 1981, en la categoría de –78 kg.

## Palmarés internacional
| Representando a China Taipéi |                     |                  |           |
| Campeonato Asiático          |                     |                  |           |
| Año                          | Lugar               | Medalla          | Categoría |
| 1981                         | Yakarta (Indonesia) | Medalla de plata | –78 kg    |